# Dürrenwaid
Dürrenwaid ist ein Gemeindeteil der Gemeinde Geroldsgrün im Landkreis Hof (Oberfranken, Bayern). Die Gemarkung Dürrenwaid hat eine Fläche von 0,901 km². Sie ist in 378 Flurstücke aufgeteilt, die eine durchschnittliche Fläche von 2384,42 m² haben. In ihr liegen neben dem namensgebenden Ort die Gemeindeteile Dürrenwaiderhammer, Großenreuth, Neumühle und Silberstein.

## Geographie
Das Kirchdorf liegt im tief eingeschnittenen Tal der Ölsnitz (auch „Dürrenwaider Tal“ genannt) und ist allseits von ausgedehnten Mischwäldern umgeben. Im Südwesten ist es der Geroldsgrüner Forst und im Nordosten der Langenbacher Forst, beides gemeindefreie Gebiete. Die Staatsstraße 2198 führt nach Neumühle (1,1 km südöstlich) bzw. nach Dürrenwaiderhammer (0,6 km nordwestlich).

## Geschichte
Gegen Ende des 18. Jahrhunderts gab es in Dürrenwaid mit der Neumühle 19 Anwesen (1 Waldgütlein, 1 Zinsgütlein, 9 Tropfhäuser, 6 halbe Tropfhäuser, 1 Haus, 1 Mahlmühle). Das Hochgericht übte das bayreuthische Richteramt Lichtenberg aus. Die Grundherrschaft über alle Anwesen hatte das Kastenamt Lichtenberg.
1791 fiel das Amt Lichtenberg an das Königreich Preußen. Von 1797 bis 1807 gehörte der Ort zum preußischen Justiz- und Kammeramt Naila. Danach stand es unter französischer Besatzung, 1810 wurde es dem Königreich Bayern einverleibt. Mit dem Gemeindeedikt wurde Dürrenwaid dem 1808 gebildeten Steuerdistrikt Steinbach bei Geroldsgrün zugewiesen. Mit dem Zweiten Gemeindeedikt (1818) entstand die Ruralgemeinde Dürrenwaid, zu der Dürrenwaiderhammer, Großenreuth und Neumühle gehörten. Sie war in Verwaltung und Gerichtsbarkeit dem Landgericht Naila zugeordnet und in der Finanzverwaltung dem Rentamt Lichtenberg. 1837 wurde Dürrenwaid dem Landgericht Nordhalben und dem Rentamt Rothenkirchen (1919 in Finanzamt Rothenkirchen umbenannt) zugeordnet. Von 1862 bis 1880 und von 1888 bis 1931 wurde Dürrenwaid vom Bezirksamt Teuschnitz verwaltet, von 1880 bis 1888 und ab 1931 vom Bezirksamt Kronach (1939 in Landkreis Kronach umbenannt). Die Gerichtsbarkeit blieb beim Landgericht Nordhalben (1880 in Amtsgericht Nordhalben umbenannt), von 1929 bis 1972 war das Amtsgericht Kronach zuständig, seit 1972 ist es das Amtsgericht Hof. Die Finanzverwaltung wurde 1929 vom Finanzamt Kronach übernommen, seit 1972 ist das Finanzamt Hof zuständig. 1921 wurde auf dem Gemeindegebiet Silberstein gegründet. 1964 hatte die Gemeinde eine Fläche von 0,809 km².
Am 1. Juli 1972 wurde die Gemeinde Dürrenwaid im Zuge der Gebietsreform in Bayern nach Geroldsgrün eingegliedert. 1976 erhielt Dürrenwaid/Silberstein vom Bayerischen Staatsministerium des Innern die Auszeichnung eines staatlich anerkannten Erholungsortes.

### Kunstdenkmale
Die folgenden Häuser listete Tilmann Breuer in dem Buch Landkreis Kronach von 1964 mit ihren ursprünglichen Hausnummern als Kunstdenkmale auf. Sie werden in der Denkmalschutzliste nicht geführt, da sie entweder nicht aufgenommen, abgebrochen oder stark verändert wurden.
- Haus Nr. 9: Zweigeschossiger Walmdachbau des 18./19. Jahrhunderts mit fünf zu zwei Obergeschossfenstern. Erdgeschoss verputzt, der Sturz der Haustür am Scheitelstein bezeichnet „JM 1845“ (=Johann Menger). Obergeschoss Fachwerk, rückwärtiger Teil erneuert.[12]
- Haus Nr. 22/23: Zweigeschossiges, verputztes Doppelhaus mit Halbwalmdach, drei zu sechs Achsen, Ecklisenen und Gurtband. Die beiden Türen am Scheitelstein des Sturzes bezeichnet „1822“, darüber Gesims und die Bezeichnung „Friedrich Menger“. Die Türflügel sind mit Urnen und Rosetten geschnitzt.[12]

### Einwohnerentwicklung
Gemeinde Dürrenwaid
| Jahr      | 1840   | 1852   | 1855   | 1861   | 1867   | 1871   | 1875   | 1880   | 1885   | 1890   | 1895   | 1900   | 1905   | 1910   | 1919   | 1925   | 1933   | 1939   | 1946   | 1950   | 1952   | 1961  | 1970   |
| Einwohner | 201    | 246    | 256    | 264    | 284    | 292    | 299    | 359    | 367    | 316    | 313    | 314    | 334    | 376    | 392    | 417    | 447    | 457    | 596    | 603    | 569    | 571   | 575    |
| Häuser    |        |        |        |        |        | 32     |        |        | 47     | 40     |        | 41     |        |        |        | 60     |        |        |        | 78     |        | 110   |        |
| Quelle    | [ 14 ] | [ 14 ] | [ 14 ] | [ 15 ] | [ 16 ] | [ 17 ] | [ 18 ] | [ 19 ] | [ 20 ] | [ 21 ] | [ 14 ] | [ 22 ] | [ 14 ] | [ 23 ] | [ 14 ] | [ 24 ] | [ 25 ] | [ 25 ] | [ 25 ] | [ 26 ] | [ 25 ] | [ 9 ] | [ 27 ] |

Ort Dürrenwaid
| Jahr      | 001799 | 001818 | 001861 | 001871 | 001885 | 001900 | 001925 | 001950 | 001961 | 001970 | 001987 |
| Einwohner | 101    | *142   | +187   | 184    | 322    | 229    | 296    | 346    | 283    | 213    | †220   |
| Häuser    | 16     |        |        |        | 39     | 29     | 41     | 41     | 49     |        | †66    |
| Quelle    | [ 28 ] | [ 29 ] | [ 15 ] | [ 17 ] | [ 20 ] | [ 22 ] | [ 24 ] | [ 26 ] | [ 9 ]  | [ 27 ] | [ 1 ]  |

## Religion

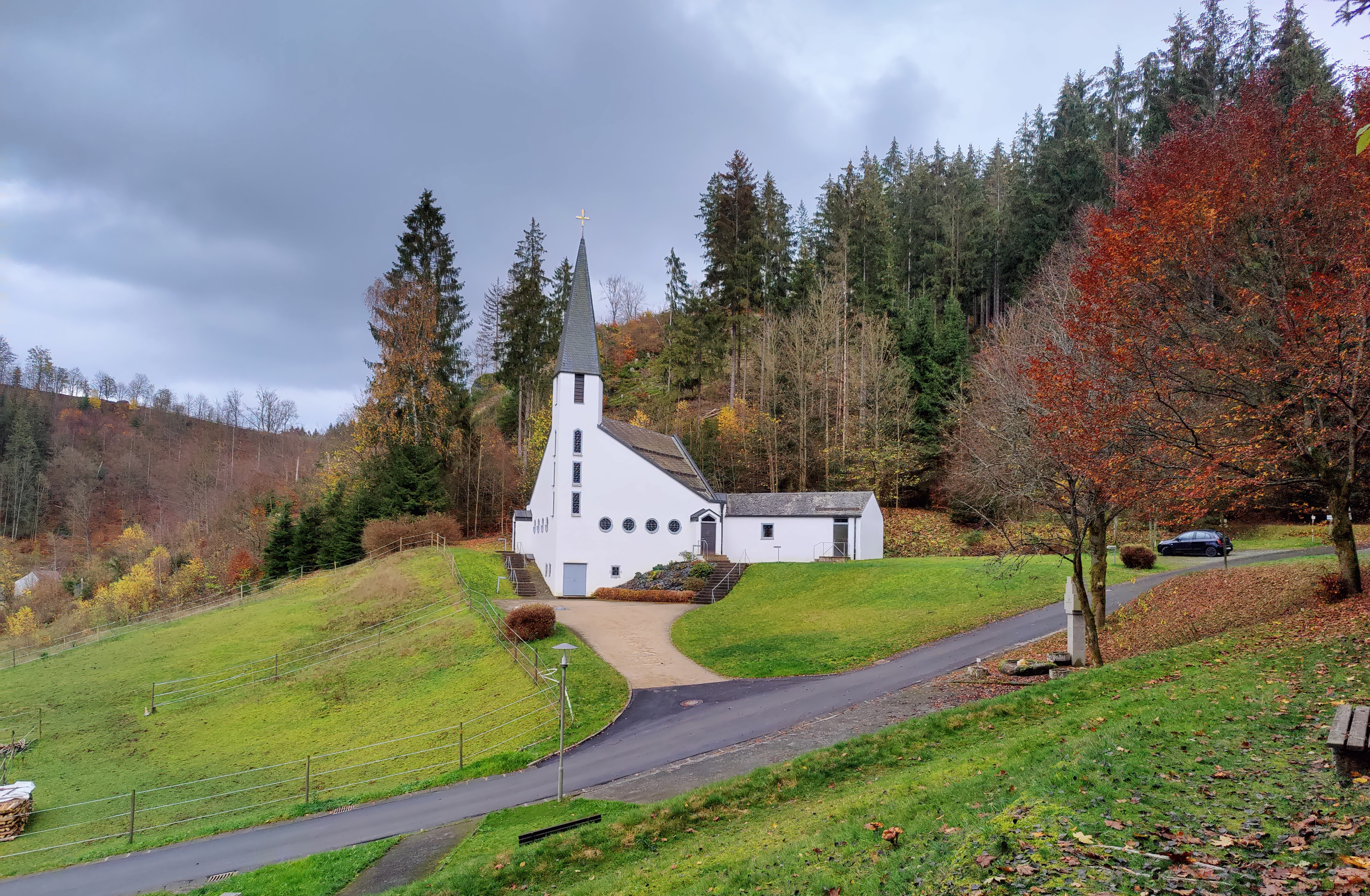
Christuskirche

Der Ort ist seit der Reformation evangelisch-lutherisch geprägt und bis heute nach St. Jakobus (Geroldsgrün) gepfarrt. Im Jahr 1968 wurde die nach Entwürfen des Hofer Architekten Horst Rudorf errichtete Christuskirche geweiht. Sie ist eine Filiale von Geroldsgrün.

## Politik
Im Geroldsgrüner Gemeinderat sind seit der Eingemeindung drei Räte aus Dürrenwaid vertreten. Aktuell sind dies: Ludwig Wich (SPD), Hans-Peter Wich (CSU) und Wilfried Löhner (SPD). Der frühere Erste Bürgermeister der Gemeinde Geroldsgrün Helmut Oelschlegel (SPD) stammte ebenfalls aus Dürrenwaid.

## Kultur

### Vereine
Heute bestehen in Dürrenwaid der TSV Dürrenwaid, der Frankenwaldverein, die Freiwillige Feuerwehr, der Gesangverein, die ManchesterUnitedFriends und der Burschenverein. Der FC Steinbach-Dürrenwaid wurde nach dem Abstieg aus der Bezirksliga aufgelöst.

### Regelmäßige Veranstaltungen
Im Laufe des Jahres werden durch die örtlichen Vereine verschiedene Feste veranstaltet. So findet jährlich ein Sportfest, ein Feuerwehrfest, das Sonnwendfeuer und das Maibaumaufstellen statt. Der kulturelle Höhepunkt des Jahres ist die örtliche Kärwa. Sie wird traditionell am dritten Wochenende im September (bzw. zwei Wochen vor Erntedank) gefeiert.